# Безстрашна гієна 2
«Безстрашна гієна 2» (англ. назва Fearless Hyena Part II) — гонконгський фільм з Джекі Чаном в головній ролі. Фільм вийшов на екрани у 1982 році. Стрічка слугує продовженням фільму «Безстрашна гієна» (1979), але пов'язана з ним лише головним героєм.

## Сюжет
Двоє братів, майстрів кунгфу, тікають зі своїми синами від злих майстрів на прізвиська Небесний і Земний демони. Їм вдається стрибнути у річку та сховатися за водоспадом. Лиходії думають, що вони загинули.
Через 20 років один з урятованих, Чен Лунг, виріс неробою і злодієм, хоча й спритним. Його вигнав з роботи столяр, а Чен Лунг бреше батькові Чен Чі-Пею, ніби має роботу. Присоромлений, він шукає роботу і погоджується на умови скупого шинкаря, який вигадує абсурдні підстави, щоб не давати зарплату. Врешті-решт Чен Лунг лишається винен йому платню за 20 років і покидає шинкаря. Чен Чі-Пей у таємниці від сина продовжує навчати молодих людей кунгфу, щоб відродити свій Клан Жебраків.
Другий, Тунг, теж ледар, але винахідливий. Він придумав хитромудрі механізми, що рухаються від вітряка та роблять усю роботу в будинку. Чен Лунг, влізши у борги, тікає з міста і пробирається до будинку Тунга, щоби щось украсти. Але Тунг лишив повсюди пастки, які не дають Чен Лунгу покинути будинок. Таким чином вони знайомляться і вирішують, що можуть об'єднати свої таланти аби розбагатіти.
Завдяки своїй спритності Чен Лунг заплутує хуліганів і перемагає їхнього ватажка в бійці. Далі Чен Лунг виграє в азартні ігри, але переможений ним хуліган виявляється учнем Небесного та Земного демонів. Чен Чі-Пей каже, що йому з Чен Лунгом треба терміново переїхати. Замасковані, обоє вирушають до іншого міста. Дорогою батько розповідає як Небесний і Земний демони знищили його Клан Жебраків.
Але лиходії вислідковують Чен Чі-Пея та вбивають його і учнів. Учениця А Лін розповідає старому Чену (батькові Тунга), що сталося. Чен Чі-Пей дізнається про загибель батька і знаходить його учнів. Спершу ті думають, що він служить Небесному та Земному демонам і починають бійку. Старий Чен визнає його хорошим бійцем, але каже, що ще треба повчитись дисципліні, як і Тунгу. Чен Чі-Пей хитрощами навчає Тунга кунгфу, вдаючи з себе перехожого п'яницю.
Небесний і Земний демони зі своїми посіпаками знаходять обох братів, упізнавши їхню техніку. Тунг придумує як заманити злих майстрів кунгфу до змайстрованої ним пастки. Брати вступають у бій і, об'єднавши спритність із винахідливістю, вбивають злочинців.

## У ролях
- Джекі Чан — Чен Лунг (також використано кадри з попереднього фільму та кадри з дублером)
- Хай Лу Чен — Чен Чі-Пей
- Дін Шек — боєць «Чотири щелепи»
- Джеймс Тен — старий Чен
- Остін Вей — Тунг
- Се Кун Ям — лідер банди Неба і Землі